# Batalla de Kolín

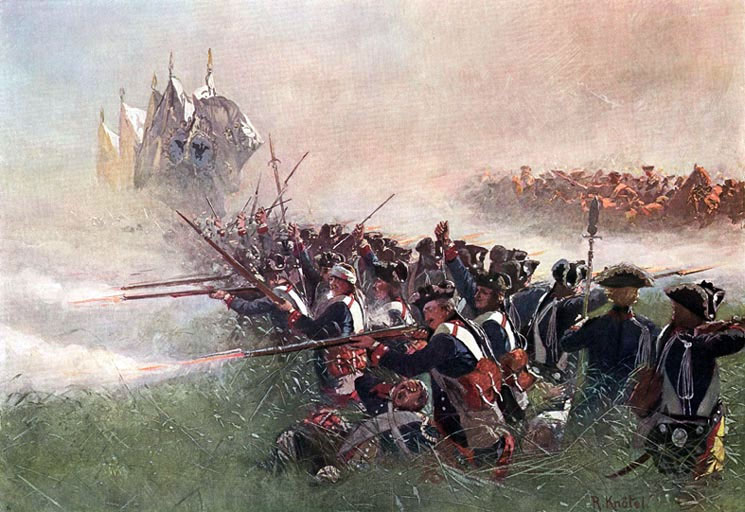
Els guàrdies d'infanteria prussians a la batalla de Kolín per Richard Knotel.

La batalla de Kolín, part de la Guerra dels Set Anys, va tenir lloc el 18 de juny de 1757 prop de Kolín (actualment ciutat de Txèquia) entre les forces austríaques, formades per 44.000 homes comandats pel general Leopold Joseph von Daun, i les tropes prussianes, formades per no menys de 32.000 homes, comandats per Frederic el Gran, que va ser derrotat en aquella batalla.

## Desenvolupament
Frederic II de Prússia havia guanyat la sagnant batalla de Praga contra Àustria el 6 de maig de 1757 i estava assetjant la ciutat. El mariscal austríac Leopold Joseph von Daun va arribar massa tard per lluitar, però va recollir 16.000 homes que van escapar de la batalla. Amb aquest exèrcit es va traslladar lentament a rellevar Praga. Frederic va aturar el bombardeig de Praga i va mantenir el setge sota el comandament del duc Ferran de Brunswick, mentre el rei va marxar contra els austríacs el 13 de Juny juntament amb les tropes del príncep Moritz d'Anhalt-Dessau. La batalla es decidiria prop de Kolin (una mica mes lluny de Praga).
El 13 de juny, Frederic va rebre un missatge de Bevern que Daun s'havia traslladat el 12 de juny. Bevern es trobava al nord de Küttemberg, Zieten donava suport a la ciutat i Tresckow al sud.
Daun va reunir les forces de Serbelloni i Nadasty i elevant la seva força total a uns 52.000. Frederic el gran assabentat de les forces austriaques va enviar Zieten i Tresckow amb reforços, les forces prussianes van arribar a 25.000 efectius mes uns quans reforços que vindrien més tard.
El pla de Frederic era embolicar l'ala dreta austríaca amb la major part del seu exèrcit. Al llarg de les línies austríaques (ala dreta i centre prussiana) només va mantenir les tropes suficients per amagar la concentració a l'ala esquerra prussiana. La força principal prussiana va girar a la dreta cap als austríacs per atacar el seu flanc dret. L'ala esquerra prussiana superaria en nombre localment als austríacs. Després de la derrota de l'ala dreta austríaca, la batalla es decidirà. Aquesta tecnica ja l'havia provat en altres batalles on va sortir victorios, però a Kolín el superaven.

## Batalla
La força principal de Frederic va girar cap als austríacs massa rapid i va atacar les seves posicions defensives per el front. La infanteria lleugera croata dels austríacs va jugar un important paper en això; en assetjar a la infanteria prussiana, van incitar a llançar l'atac en forma prematura.
Les disgregades columnes prussianes es van llançar a una sèrie d'atacs mancats de coordinació, cadascun d'ells contra forces que els superaven en número. Daun va saber quan i on fer els contraatacs i a la tarda, després de combatre durant cinc hores, els prussians estaven desorientats i les tropes de Daun els estaven repel·lint i forçant a desplaçar-se.
Els cuirassers prussians al comandament del coronel von Seydlitz (ascendit a major general aquest mateix dia) finalment van fer la seva aparició. Va haver-hi nombroses càrregues i contraatacs en el pujol pròxim al poble de Křečhoř. El primer batalló de guàrdies al comandament del General von Tauentzien va salvar a l'exèrcit prussià d'una derrota de majors proporcions en cobrir la retirada prussiana.

## Conseqüències

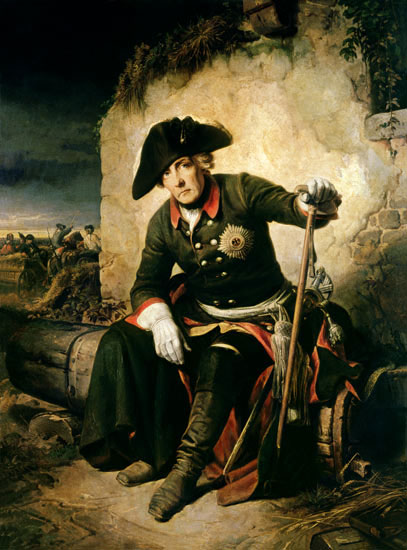
Frederic el gran després de la batalla de Kolín per Julius Schrader.

Aquesta batalla va ser la primera derrota de Frederic II en aquesta guerra. Aquest desastre el va forçar a abandonar els seus plans de marxar sobre Viena, a deixar el setge de Praga ia replegar-se cap a Litoměřice. Els austríacs, reforçats amb 48.000 soldats de la guarnició de Praga, els van seguir amb un exèrcit que ara comprenia 100.000 homes i van atacar el príncep August Guillermo de Prússia, que s'estava retirant en forma excèntrica a Zittau, infligint-li importants pèrdues. Frederic es va veure obligat a abandonar Bohèmia.
Temps més tard, Frederic va culpar als seus generals de no haber comandat bé l'exercit prussia però la major culpa era de Frederic, ja que s'havia enfrentat amb un exercit mes gran i mes potent amb una estrategia bastant arrisgada.